# Фотохромія

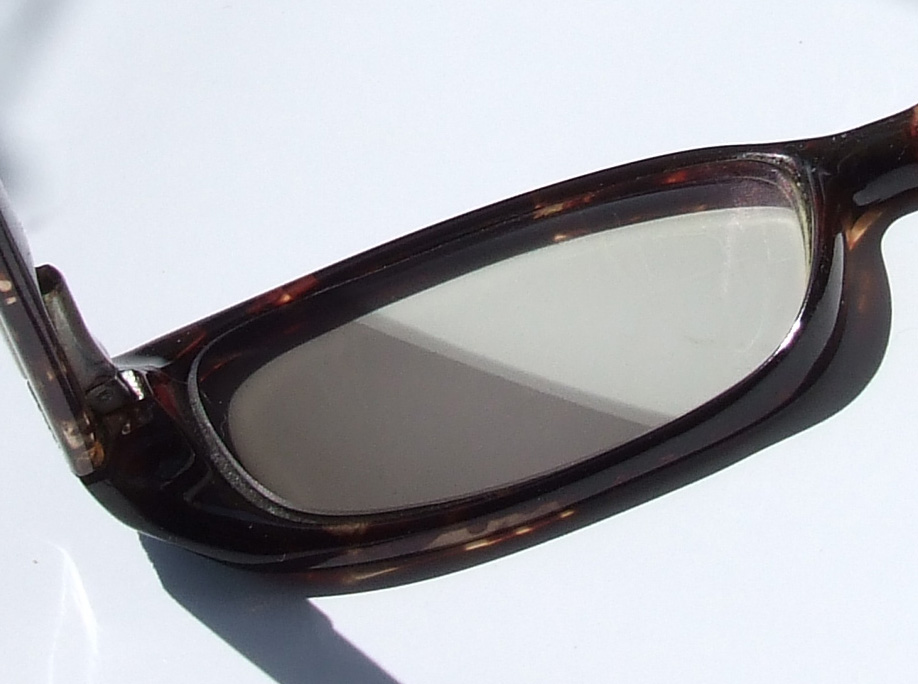
Фотохромна лінза окулярів на світлі, частково прикрита папером. Між світлою і темною частинами видно другий рівень кольору, так як фотохромні молекули розташовані на обох поверхнях лінзи.

Фотохромія (англ. photochromism, рос. фотохромия) — оборотне фотоперетворення хімічних частинок, що мають різні спектри поглинання. Це явище проявляється в оборотних змінах у забарвленні речовин, які є наслідком оборотної перебудови молекул (таутомеризації, димеризації, дисоціації), або їх електронного стану (перехід із основного синглетного в збуджений триплетний стан) під впливом світла. При цьому поглинання ультрафіолетового чи видимого випромінення може викликати як пряму, так i зворотну реакцію.